# Porphyrinia lacteola
Porphyrinia lacteola là một loài bướm đêm trong họ Noctuidae.